# Pelican (Alaska)
Pelican è una città dell'Alaska di 163 abitanti.